# تپه کلات
تپه کلات مربوط به دوره اشکانیان است و در شهرستان ایرانشهر، بخش دلگان، دهستان جلگه چاه هاشم، ۵۰۰ متری غرب روستای میرآباد واقع شده و این اثر در تاریخ ۲۲ آبان ۱۳۸۶ با شمارهٔ ثبت ۱۹۹۶۰ به‌عنوان یکی از آثار ملی ایران به ثبت رسیده است.